# Marcinkaniecka Kolej Wąskotorowa
Marcinkaniecka Kolej Wąskotorowa – zlikwidowana kolej leśna na Litwie i Białorusi, istniejąca od 1915 roku do 1974 roku.
Lokalnie nazywana koleją francuską lub drogą francuską, ponieważ zbudowali ją francuscy jeńcy wojenni podczas I wojny światowej.
W chwili powstania ziemie przez które biegła były pod okupacją niemiecką. Następnie znajdowała się na terytorium II Rzeczypospolitej. W latach 1939–1941 w Związku Sowieckim, następnie do 1944 pod okupacją niemiecką, później znów w ZSRR. Obecnie dawna trasa kolei znajduje się na terenie Litwy i Białorusi.

## Przewozy
Była to kolej leśna użytku gospodarczego, w związku z tym nie występowała w rozkładach jazdy. Przewóz pasażerów realizowano w doczepianym wagonie pasażerskim.

## Historia
Kolej zbudowało 120 francuskich jeńców wojennych pod nadzorem 10 żołnierzy niemieckich w 1915 roku. Jej trasa liczyła wówczas ok. 10 km długości. Jej trasę poprowadzono ze stacji normalnotorowej Marcinkańce, przez Grzybownię, Mustejkę, nad rzeką Kotrą do rozgałęzienia, skąd prowadziła dalej do Żubrowa oraz w kierunku wschodnim do Bieniek. W latach 1916–1917 powstały odgałęzienia do Koźliszek i Motyli.
Po zakończeniu I wojny światowej kolej początkowo znalazła się w granicach Litwy, później Litwy Środkowej, a od 1922 roku II Rzeczpospolitej. Przeszła wówczas pod zarząd PKP i liczyła 27 km długości. Podlegała pod Zarząd Kolei Wąskotorowych Dyrekcji Kolei Państwowych (DKP) w Wilnie. Około 1935 roku rozebrano odgałęzienie do Bieniek.
Po II wojnie światowej kolej znalazła się w Związku Radzieckim i była obiektem ataków litewskich partyzantów. W 1947 wysadzili oni 2 parowozy. W celu ochrony przed atakami zbudowano wagon opancerzony, przerobiony późnej na pług odśnieżny.
W latach 1961–1963 rozebrano niektóre odcinki, choć fragment kolei był użytkowany do 1974 roku.

## Tabor
Kolej eksploatowała 4 parowozy typu HF. Po zawieszeniu ruchu przekazano je na inne koleje.